# Daisen, Akita
Daisen (大仙市 Daisen-shi) là một thành phố thuộc tỉnh Akita, Nhật Bản.